# Chinois, japonais, coréen et vietnamien
Pour les articles homonymes, voir CJC et CJK.

Aire d'utilisation des caractères chinois.
Utilisation dominante des sinogrammes simplifiés
Utilise formellement le chinois simplifié mais les caractères traditionnels continuent d'être largement utilisés
Utilisation dominante des sinogrammes traditionnels
Sinogrammes utilisés conjointement avec un autre système d'écriture pour écrire dans une autre langue
Sinogrammes anciennement utilisés

Chinois, japonais, coréen et vietnamien (CJCV traduisant le sigle en anglais CJKV) est une référence aux quatre groupes de langues d'écriture d'influence chinoise et dont l'écriture actuelle est toujours influencée par celle-ci.
Ces quatre langues de civilisations d'Asie Orientale constituant le « monde sinisé », ayant utilisé les caractères chinois et ont reçu une importante influence culturelle chinoise.
On trouve également ce sigle sans le « V » de vietnamien : CJC. CJC est l’abréviation officielle française définie par l’ISO/CEI 10646. L’abréviation anglo-saxonne correspondante est CJK (Chinese-Japanese-Korean).
L'ensemble des caractères chinois utilisés pour ces quatre langues au sein d'Unicode sont regroupés dans ce qui est appelé Unihan, et divisés en plusieurs sections, la principale, CJK Unified Ideographs auxquelles ont été ajoutées les extensions Compatibility Ideographs et une table pour les symboles spécifiques, CJK Unified Symbols. Des zones spécifiques sont réservées à un usage hors nomes, dit usage privé (non normalisés), correspondant à des usages collectifs ou individuels.

## Présentation
Jusqu'à la première moitié du XXe siècle, l'écriture chinoise a été utilisée, comme écriture officielle, en Corée et au Viêt Nam. C'est pourquoi l'abréviation CJCV (CJKV, en anglais), ajoutant le vietnamien, est aussi utilisée comme référence.
Les caractères ont été partiellement simplifiés en République populaire de Chine, en Malaisie, à Singapour (chinois simplifié) et au Japon (shinjitai). Le Japon y a également ajouté un système d'écriture phonétique appelé kana (composé de deux écritures, hiragana et katakana).
À Hong Kong, Macao et Taïwan, l'écriture est restée en chinois traditionnel.
En Corée, l'écriture hangul est créée au XVe siècle, avant d'être rapidement interdite. Elle est de nouveau utilisée, à partir du XIXe siècle, avant de devenir l'écriture officielle de la Corée du Nord, lors de l'indépendance au Japon, puis de la Corée du Sud, elle a aujourd'hui supplanté les caractères chinois, bien que ceux-ci soient toujours enseignés aux Coréens, et qu'on les retrouve encore sur les temples, ou dans les symboles festifs.
Au Viêt Nam, l'écriture chinoise a divergé, à partir de son indépendance à la Chine, pendant le Đại Việt (1054 – 1802) pour voir apparaître de nouveaux caractères, principalement dans l'écriture chữ Nôm (𡨸喃), utilisant la même méthode de construction, mais avec une étymologie différente. La transcription en écriture latine, appelée chữ quốc ngữ (𡨸國語) ou plus simplement quốc ngữ a supplanté ces caractères officiellement dans les années 1920, pendant l'Indochine française, les mot sont cependant toujours découpés selon les unités de prononciation des caractères. L'écriture de style chinois y est cependant toujours utilisée, par certains érudits.